# Quận Baca, Colorado
Quận Baca là quận cực đông nam trong số 64 quận của tiểu bang Colorado của Hoa Kỳ. Dân số của quận đạt mức 4517 theo cuộc điều tra dân số Hoa Kỳ năm 2000 2. Quận lỵ là Springfield6.

## Lịch sử
Quận Baca đã được thành lập bởi các cơ quan lập pháp bang Colorado vào ngày 16 tháng tư 1889, trong phần phía đông của quận Animas. Quận Baca được đặt tên để vinh danh của người tiên phong và nhà lập pháp lãnh thổ Colorado Felipe Baca.

## Địa lý
Theo Cục Điều tra Dân số Hoa Kỳ, quận có tổng diện tích là 2.557 dặm vuông (6,622.6 km2), trong đó 2.556 dặm vuông (6,620.0 km2) là đất và 1 dặm vuông (2,6 km2) (0,05%) là diện tích mặt nước.

## Các quận lân cận
- Quận Powers - phía bắc
- Quận Stanton, Kansas - phía đông
- Quận Morton, Kansas - phía đông
- Quận Cimarron, Oklahoma - phía nam
- Quận Union, New Mexico - Tây Nam
- Quận Las Animas - phía tây
- Quận Bant - phía tây bắc